# 내림마장조
내림마장조(-長調)는 내림마(E♭) 음을 으뜸음으로 하는 장음계다.

## 같이 보기
- 화음